# Sportska dvorana Borik
Sportska dvorana Borik – hala widowiskowo-sportowa w Banja Luce, w Republice Serbskiej, w Bośni i Hercegowinie. Została otwarta 20 kwietnia 1974 roku. Może pomieścić 3660 widzów. Swoje spotkania rozgrywają na niej m.in. szczypiorniści drużyny RK Borac oraz koszykarze zespołu KK Borac.
Hala posiada trybuny z 2460 miejscami siedzącymi i 1200 miejscami stojącymi dla widzów. Możliwe jest również dostawienie dodatkowych 600 siedzisk za liniami końcowymi boiska. Obiekt posiada m.in. 8 szatni z łazienkami i prysznicami, restaurację czy strefę dla VIP-ów. Wejście na parkiet udekorowane jest wizerunkami pochodzących z Banja Luki medalistów olimpijskich.

## Historia
W 1952 roku otwarto w Banja Luce boisko klubu „Mlada krila”. Jego rozmiary stwarzały warunki do gry w piłkę ręczną, koszykówkę, organizowania walk bokserskich, itd. Z czasem rozbudowano trybuny i obiekt (znany jako Stadion sportskich igara) stał się główną areną wielu dyscyplin w mieście, a grające na nim kluby zaczęły osiągać znaczące sukcesy.
Pod koniec lat 60. rozgrywanie meczów koszykówki czy piłki ręcznej w hali stało się obligatoryjne, a w związku z brakiem odpowiedniej infrastruktury sportowej w Banja Luce, kluby musiały grać swoje spotkania w innych miastach, m.in. w Doboju czy w Sarajewie. Postanowiono zmienić ten stan rzeczy, a kwestią sporną było czy należy postawić dach nad Stadionem sportskich igara, czy też wybudować w innym miejscu od podstaw nową halę. Ostatecznie zdecydowano się na wybudowanie zupełnie nowej hali. W 1972 roku sporządzono plany i 24 września tego samego roku dokonano ceremonii otwarcia placu budowy.
Prace budowlane były ściśle nadzorowane, również przez samych mieszkańców miasta i sportowców. 20 kwietnia 1974 roku (nieco później, niż pierwotnie zakładano) dokonano ceremonii otwarcia obiektu. Po przemówieniach rozegrany został mecz ligowy piłkarzy ręcznych, w którym miejscowy klub Borac (wówczas urzędujący mistrz Jugosławii) pokonał Vitex Visoko 29:26. Po tym spotkaniu rozegrano także pokazowy mecz koszykówki kobiet, w którym lokalny zespół ŽKK Mladi Krajišnik uległ aktualnemu mistrzowi kraju, drużynie Bosna Sarajewo 64:92.
Od momentu otwarcia obiekt pełni rolę głównej hali sportowej w mieście i był gospodarzem wielu znaczących imprez sportowych rangi krajowej i międzynarodowej.

### Ważniejsze wydarzenia
Obiekt był świadkiem wielu istotnych wydarzeń sportowych, m.in.:
- Mistrzostwa Europy w siatkówce kobiet w 1975 roku (część spotkań)[5][4]
- 11 kwietnia 1976 roku na obiekcie rozegrano finał Pucharu Europy Mistrzów Krajowych piłkarzy ręcznych, w którym miejscowy Borac pokonał duński Fredericia HK 17:15[6][4]
- 21 marca 1978 roku w hali odbył się finał koszykarskich rozgrywek o Puchar Koracia (Partizan Belgrad – Bosna Sarajewo 117:110 p.d.)[7][4]
- 17 marca 1979 roku związany z Banja Luką Marijan Beneš zdobył w tej hali tytuł bokserskiego mistrza Europy organizacji EBU wagi junior średniej, pokonując przez nokaut w czwartej rundzie Gilberta Cohena[8][4]
- Mistrzostwa Europy w koszykówce kobiet w 1980 roku (część spotkań)[9][4]
- 20 kwietnia 2002 roku Draženko Ninić zdobył w hali Borik tytuł zawodowego mistrza Europy w kick-boxingu po pokonaniu Saida Hagni[10][4]
- w dniach 6–8 czerwca 2008 roku w arenie odbyły się Mistrzostwa Europy w karate organizacji WKC[11][4]
- w dniach 20–25 października 2008 roku w hali rozegrane zostały Mistrzostwa Świata w kręglarstwie klasycznym[12][4]
- Mistrzostwa Świata do lat 21 w piłce ręcznej w 2013 roku (część spotkań)[13][4]

Od 1975 roku w hali organizowany jest tradycyjny, coroczny turniej futsalowy, a od 1987 roku również bokserski memoriał Radovana Bisicia. Ponadto na obiekcie odbywały się liczne mecze regularnych rozgrywek sportowych, spotkania reprezentacji narodowych, a także koncerty i inne imprezy pozasportowe.